# Eilema tricolorana
Eilema tricolorana är en fjärilsart som beskrevs av Sergius G. Kiriakoff 1954. Eilema tricolorana ingår i släktet Eilema och familjen björnspinnare. Inga underarter finns listade i Catalogue of Life.